# アインシュタインテンソル
微分幾何学において、アインシュタインテンソル（英: Einstein tensor）とは、擬リーマン多様体の曲率を表現することに用いられる。アルベルト・アインシュタインの名前に因み、逆トレースリッチテンソルとしても知られている。アインシュタインテンソルは一般相対論において基本的な物理量であり、その基礎方程式であるアインシュタイン方程式に現れる。これは、エネルギー・運動量の保存則と整合するように時空の曲率を用いて重力を記述するものである。

## 定義
アインシュタインテンソル {\displaystyle \mathbf {G} } は、擬リーマン多様体上に定義されたランク 2 のテンソルであり、添字のない記法では、
{\displaystyle \mathbf {G} =\mathbf {R} -{\frac {1}{2}}\mathbf {g} R,}
として定義される。ここに {\displaystyle \mathbf {R} } はリッチテンソルであり、{\displaystyle \mathbf {g} } は計量テンソルであり、{\displaystyle R} はスカラー曲率である。成分を持つ形で表すと、上記方程式は、
{\displaystyle G_{\mu \nu }=R_{\mu \nu }-{1 \over 2}g_{\mu \nu }R.}
のようになる。
アインシュタインテンソルは、ストレス・エネルギーテンソルと同じ性質を持っている。つまり、
{\displaystyle G_{\mu \nu }=G_{\nu \mu }\,}
と対称テンソルであって、さらに
{\displaystyle G^{\mu \nu }{}_{;\nu }=0}
と共変な意味での発散がない。

## 明示的な形
リッチテンソルは計量テンソルのみにより与えられるので、アインシュタインテンソルは計量テンソルから直接的に定義することができる。しかしながら、この表現は煩雑で、教科書でも具体的に与えられることは稀である。まずは、クリストッフェル記号を用いて表すと、
{\displaystyle {\begin{aligned}G_{\alpha \beta }&=R_{\alpha \beta }-{\frac {1}{2}}g_{\alpha \beta }R\\&=R_{\alpha \beta }-{\frac {1}{2}}g_{\alpha \beta }g^{\gamma \zeta }R_{\gamma \zeta }\\&=(\delta _{\alpha }^{\gamma }\delta _{\beta }^{\zeta }-{\frac {1}{2}}g_{\alpha \beta }g^{\gamma \zeta })R_{\gamma \zeta }\\&=(\delta _{\alpha }^{\gamma }\delta _{\beta }^{\zeta }-{\frac {1}{2}}g_{\alpha \beta }g^{\gamma \zeta })(\Gamma _{\gamma \zeta ,\epsilon }^{\epsilon }-\Gamma _{\gamma \epsilon ,\zeta }^{\epsilon }+\Gamma _{\epsilon \sigma }^{\epsilon }\Gamma _{\gamma \zeta }^{\sigma }-\Gamma _{\zeta \sigma }^{\epsilon }\Gamma _{\epsilon \gamma }^{\sigma })\end{aligned}}}
となる。ここで、{\displaystyle \delta _{\beta }^{\alpha }} はクロネッカーのデルタでクリストッフェル記号 {\displaystyle \Gamma _{\beta \gamma }^{\alpha }} は計量を用いて、
{\displaystyle \Gamma _{\beta \gamma }^{\alpha }={\frac {1}{2}}g^{\alpha \epsilon }(g_{\beta \epsilon ,\gamma }+g_{\gamma \epsilon ,\beta }-g_{\beta \gamma ,\epsilon })}
と定義される。
この公式は、項の縮約前は {\displaystyle 2\times (6+6+9+9)=60} 個の項からなる。縮約により項の数は若干減る。
一点の近くの局所慣性座標系の特殊な場合には、計量テンソルの一階微分が 0 となり、アインシュタインテンソルの成分による表示はかなり単純化される。
{\displaystyle {\begin{aligned}G_{\alpha \beta }&=g^{\gamma \mu }{\bigl [}g_{\gamma [\beta ,\mu ]\alpha }+g_{\alpha [\mu ,\beta ]\gamma }-{\frac {1}{2}}g_{\alpha \beta }g^{\epsilon \sigma }(g_{\epsilon [\mu ,\sigma ]\gamma }+g_{\gamma [\sigma ,\mu ]\epsilon }){\bigr ]}\\&=g^{\gamma \mu }(\delta _{\alpha }^{\epsilon }\delta _{\beta }^{\sigma }-{\frac {1}{2}}g^{\epsilon \sigma }g_{\alpha \beta })(g_{\epsilon [\mu ,\sigma ]\gamma }+g_{\gamma [\sigma ,\mu ]\epsilon }),\end{aligned}}}
ここで、角括弧は慣例的に括弧付き添字に関する反対称性を表す。つまり
{\displaystyle g_{\alpha [\beta ,\gamma ]\epsilon }\,={\frac {1}{2}}(g_{\alpha \beta ,\gamma \epsilon }-g_{\alpha \gamma ,\beta \epsilon })}
である。

## トレース
アインシュタインテンソルのトレースは、計量テンソル {\displaystyle g^{\mu \nu }} をその定義の中に持つ方程式を縮約することにより計算される。（任意符号の） {\displaystyle n} 次元では、
{\displaystyle {\begin{aligned}g^{\mu \nu }G_{\mu \nu }&=g^{\mu \nu }R_{\mu \nu }-{1 \over 2}g^{\mu \nu }g_{\mu \nu }R\\G&=R-{1 \over 2}(nR)\\G&={{2-n} \over 2}R\end{aligned}}}
である。
物理学における 4次元（3空間次元、1時間次元）という特別な場合では、アインシュタインテンソルのトレース {\displaystyle G\,} は、{\displaystyle R\,} の負の部分、リッチテンソルのトレースとして与えられる。このようにアインシュタインテンソルは、逆トレースリッチテンソル(trace-reversed Ricci tensor)とも呼ばれる。

## 一般相対論の中での使用
アインシュタインテンソルによって、（宇宙項のない）アインシュタイン方程式を次の正確な形に書き表すことができる。
{\displaystyle G_{\mu \nu }={\frac {8\pi G}{c^{4}}}T_{\mu \nu }.}
ここで幾何単位系（つまり、c = G = 1）とすると、
{\displaystyle G_{\mu \nu }=8\pi \,T_{\mu \nu }}
である。
アインシュタインテンソルの明示的な形から、アインシュタインテンソルは計量テンソルの非線型函数であるが、計量の 2階の偏微分では線型であることがわかる。対称なランク 2 のテンソルとして、アインシュタインテンソルは 4次元空間内の10 個の独立成分を持つ。このことから、アインシュタイン場の方程式は、計量テンソルの 10 個変数の準線型(quasilinear)の 2階の偏微分方程式である。
ビアンキ恒等式も、アインシュタインテンソルを用いて次のように平易に表現できる。
{\displaystyle \nabla _{\mu }G^{\mu \nu }=0.}
ビアンキ恒等式により、曲がった時空の中のストレス・エネルギーテンソルの共変性が保存されることが自動的に保証される。つまり、
{\displaystyle \nabla _{\mu }T^{\mu \nu }=0.}
アインシュタイテンソルの物理学的な意味は、この等式により非常に重要であることがわかる。キリングベクトル {\displaystyle \xi ^{\mu }} 上で縮約された密度化ストレステンソルの項では、通常の保存則は、
{\displaystyle \partial _{\mu }({\sqrt {-g}}T^{\mu }{}_{\nu }\xi ^{\nu })=0}
である。

## 一意性
デーヴィッド・ラヴロック(David Lovelock)は、4次元微分可能多様体では、アインシュタイテンソルは単にテンソル的で発散のない {\displaystyle g_{\mu \nu }} の函数であり、高々、一階か二階の偏微分であることを示した。
しかしながら、以下の 3つの条件を満たすからといって、その基礎方程式がアインシュタイン方程式であるとは限らない。
1. ニュートン・ポアソンの重力方程式（英語版）(Newton-Poisson gravitational equation)の、類似して、かつ一般化された方程式である。
2. すべての座標系へ適用でき、
3. 任意の計量テンソルに対しエネルギー運動量テンソルの局所共変性が保存されることを保証する。

アインシュタイン・カルタン理論(Einstein–Cartan theory)などのように、上の条件をすべて満たす別の理論が多く提案されている。

## 参照項目
- 一般相対論の数学
- 一般相対論のリソース（英語版）(General relativity resources)